# MG-135
A MG-135 é uma rodovia brasileira do estado de Minas Gerais. Pela direção e sentido que ela percorre, é considerada uma rodovia longitudinal.

## Detalhamento
A rodovia é constituída por dois trechos distintos. O primeiro tem 67 km de extensão e liga as cidades de Barbacena e Bias Fortes, no Campo das Vertentes. O segundo trecho está localizado na Zona da Mata, tem 14,3 km de extensão e liga Pedro Teixeira à BR-267.

## Turismo
A rodovia integra os circuitos turísticos da Trilha dos Inconfidentes e das Serras do Ibitipoca.